# Mitologia ebraica
La mitologia ebraica è il termine usato per indicare le narrazioni sacre e tradizionali che aiutano a spiegare e simbolizzare l'Ebraismo. Elementi di mitologia ebraica hanno avuto un'influenza profonda sulla mitologia cristiana e islamica, come anche sulla cultura universale in genere. La mitologia cristiana ha ereditato direttamente molte delle storie originatesi dal popolo ebraico, condividendo le narrazioni dell'Antico Testamento, o Bibbia ebraica. Anche la mitologia islamica condivide molte delle stesse storie: per esempio, il resoconto della creazione suddiviso in sei periodi, la leggenda di Abramo, le storie di Mosè e degli Israeliti, e molte altre.
Il dio supremo della mitologia ebraica è Yahweh, il signore degli ebrei e Creatore degli esseri sovrannaturali che popolano il ricco universo dell'immaginario ebraico antico.

Lilith, di John Collier, nella mitologia ebraica è un riferimento per identificare il male

## Tanakh
La mitologia ebraica contiene somiglianze coi miti di altre culture mediorientali. Gli antichi ebrei spesso partecipavano alla pratiche religiose dei loro vicini, adorando altri dèi insieme a Yahweh. Queste religioni pagane erano forme di culto naturistico: le loro deità erano personificazioni di fenomeni naturali, come le tempeste e la fertilità. A causa del suo culto della natura, afferma Mircea Eliade, il paganesimo del Vicino Oriente si esprimeva in "mitologie ricche e drammatiche" con "dèi forti e dinamici" e "divinità orgiastiche".
I profeti biblici, inclusi Isaia, Ezechiele e Geremia, avevano un concetto del divino che differiva notevolmente da quello delle religioni naturali. Secondo la mitologia ebraica, le loro vite erano colme di miracoli, segni e visioni mandate da Dio che manteneva viva la mitologia ebraica, facendola crescere e tenendola distinta dalle mitologie pagane dei vicini. Invece di vedere il Dio di Israele solo come un dio nazionale, questi profeti lo reputavano quasi come l'unico Dio di tutto l'universo.
I profeti condannavano la partecipazione ebraica al culto della natura e rifiutavano di identificare completamente il divino con le forze naturali. Così facendo, posero le basi per un nuovo tipo di mitologia — una mitologia con un unico Dio, che esiste al di là del mondo naturale. A differenza di Dumuzi, che muore e rinasce insieme alla vegetazione, il Dio dei profeti ebraici è oltre la natura e, di conseguenza, non è vincolato dai ritmi naturali:
A seguito dell'influenza dei profeti, la mitologia ebraica ha sempre raffigurato Dio come distaccato dalla natura e indipendente dalle forze naturali. Da una parte, ciò ha prodotto una mitologia che era, in un certo senso, più complessa. Invece di ripetere eternamente un ciclo stagionale di atti, Yahweh stava fuori della natura e vi interveniva, producendo nuovi eventi storicamente senza precedenti:
D'altra parte, questo Dio trascendente era assolutamente unico e difficile da relazionare agli esseri umani riguardano. Così, i miti che lo circondavano erano, in un certo senso, meno complessi: non coinvolgevano gli atti di molteplici divinità antropomorfe. In questo senso, "Yahweh non è circondato da miti molteplici e variati" e non condivide le "mitologie ricche e drammatiche" dei suoi omologhi pagani.
I profeti ebraici dovettero lottare contro la popolarità degli dèi della natura e la mitologia ebraica riflette questa lotta. Infatti, alcuni miti ebraici sembrano esser stati creati consapevolmente per rispecchiare il conflitto tra il paganesimo e un nuovo monoteismo intransigente. In Salmi 82, Dio presiede il "Consiglio Divino" e condanna le divinità pagane: sebbene siano dèi, afferma, moriranno come comuni mortali. La teologa Karen Armstrong interpreta il mito della creazione in Genesi 1 "come una calma e posata polemica contro le vecchie cosmogonie belligeranti", in particolare il mito cosmogonico babilonese. Il poema babilonese Enūma eliš descrive il dio Marduk che ottiene il suo regno in opposizione agli altri dèi, combattendo il mostro Tiāmat e creando il mondo dal suo cadavere. In contrasto, Armstrong asserisce, nel resoconto di Genesi (e nel libro di Isaia che descrive la vittoria di Yahweh sul mostro marino Leviatano),

### Influenze zoroastriane

Faravahar, spirito guardiano, uno dei simboli principali dello Zoroastrismo

R. C. Zaehner, professore di religioni orientali, asserisce che il Zoroastrismo abbia avuto un'influenza diretta sui miti escatologici, specialmente sulla resurrezione dei morti con premi e punizioni.

#### Storia lineare

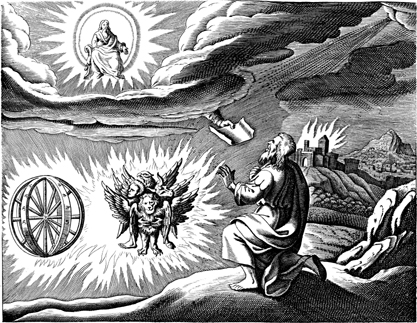
Una rappresentazione tradizionale della visione dei cherubini e del carro, basata sulla descrizione di Ezechiele

Lo storico e mitologo Joseph Campbell crede che l'idea giudeo-cristiana della storia lineare abbia avuto origine con la religione persiana del Zoroastrismo. Nelle mitologie dell'India e dell'Estremo Oriente, "il mondo non doveva esser riformato, ma solo conosciuto, riverito, e le sue leggi rispettate". In contrasto, nello Zoroastrismo, il mondo corrente è "corrotto [...] e da esser riformato mediante l'azione umana". Secondo Campbell, questa "opinione progressiva della storia cosmica" "può esser riscontrata trita e ritrita, in greco, latino, ebraico e aramaico, arabo e tutte le lingue occidentali".
Altre culture tradizionali hanno limitato gli eventi mitici agli inizi del tempo e reputano importanti fatti storici come ripetizioni di tali eventi mitici. Secondo Mircea Eliade, i profeti ebraici "valorizzavano" la storia, vedendo gli eventi storici come episodi di una continua rivelazione divina. Ciò non significa che tutti gli eventi storici hanno un significato nell'Ebraismo; tuttavia, nella mitologia ebraica eventi significativi accadono nel corso di tutta la storia e non sono semplicemente mutue ripetizioni; ogni evento significativo è un nuovo atto di Dio:
Rappresentando il tempo come una progressione lineare di eventi, piuttosto che una ripetizione eterna, la mitologia ebraica suggerisce la possibilità di progresso. Ereditata dal Cristianesimo, questa visione della storia ha influenzato profondamente la filosofia e cultura occidentali. Anche presunti movimenti occidentali laici o politici hanno elaborato le proprie idee all'interno della visione del mondo di storia progressiva e lineare ereditata dall'Ebraismo. A causa di questo lascito, lo storico delle religioni Mircea Eliade sostiene che "il giudeo-cristianesimo produce un'innovazione di prima importanza nella mitologia".
Eliade crede che gli ebrei abbiano avuto un senso di "tempo lineare" prima di venire in contatto con lo Zoroastrismo, ma è d'accordo con Zaehner che l'Ebraismo abbia elaborato la sua mitologia di tempo lineare con elementi escatologici che si originano dallo Zoroastrismo. Secondo Eliade, tali elementi includono dualismo etico, il mito di un salvatore e "un'escatologia ottimistica, che proclama il trionfo finale del Bene".

### Creazione secondo Genesi

#### Il "mito del combattimento"

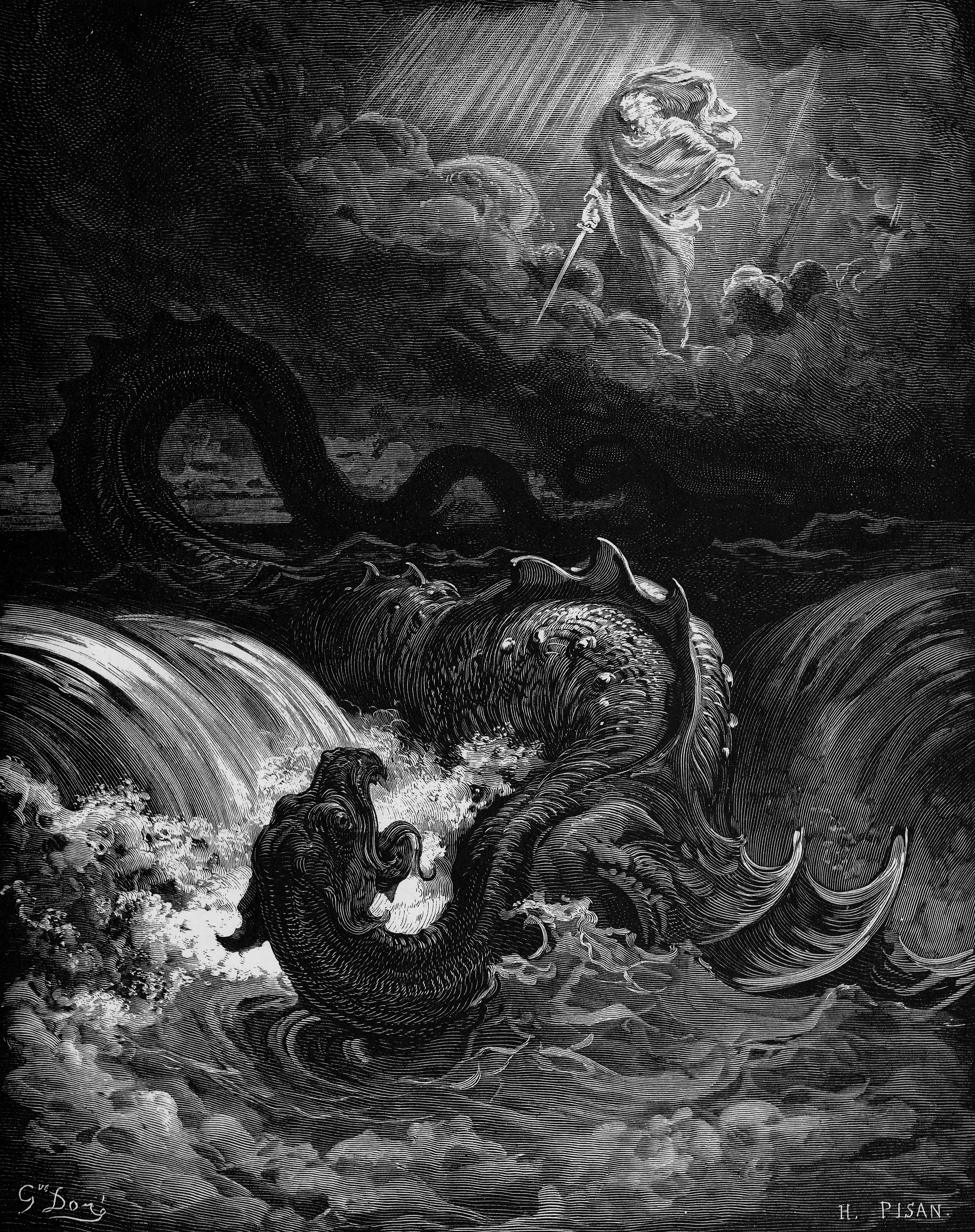
Distruzione del Leviatano, di Gustave Doré (1865). Questo mostro marino viene menzionato 6 volte nella Bibbia ebraica

Molti dei vicini degli Ebrei avevano un "mito di combattimento" del dio buono contro il demone del caos, un esempio di questo mitema è il babilonese Enūma eliš. Un esempio meno noto è il mito molto frammentario del drago Labbu. Secondo lo storico Bernard McGinn, l'immaginario del mito di combattimento ha influenzato la mitologia ebraica. Il mito del trionfo di Dio sul Leviatano, un simbolo del caos, ha la forma di un mito di combattimento. Inoltre, McGinn pensa che gli ebrei abbiano applicato il motivo del mito di combattimento al rapporto tra Dio e Satana. Originariamente un vicario alla corte di Dio, assegnato ad agire come l'"accusatore" dell'umanità (satana significa "opporsi"), Satana si è evoluto in un essere con "un regno apparentemente indipendente operante come fonte del male" - non più un vicario di Dio, ma il suo avversario in una lotta cosmica.
Anche la storia dell'Esodo mostra un'influenza. McGinn crede che la "Canzone del mare", che gli ebrei cantarono dopo aver visto Dio annegare l'esercito egizio nel Mar Rosso, includa "motivi e linguaggio presi dal mito di combattimento usato per enfatizzare l'importanza del evento fondamentale per l'identità religiosa di Israele: il Passaggio del Mar Rosso e la liberazione dalla schiavitù del Faraone." Allo stesso modo, Armstrong nota la somiglianza tra i miti pagani, in cui gli dèi "separano il mare in due quando creano il mondo" e la storia dell'Esodo dall'Egitto, dove Mosè separa il Mare dei Giunchi (il Mar Rosso) — "sebbene ciò che viene ad essere nell'Esodo non sia il cosmo ma un popolo". In ogni caso, il motivo di Dio quale "guerriero divino" che combatte per Israele è chiaramente evidente nella Canzone del Mare (Esodo 15). Questo motivo ricorre in poesia in tutti i Testi sacri ebraici (1 Samuele 2; Zaccaria 9:11-16;14:3-8).

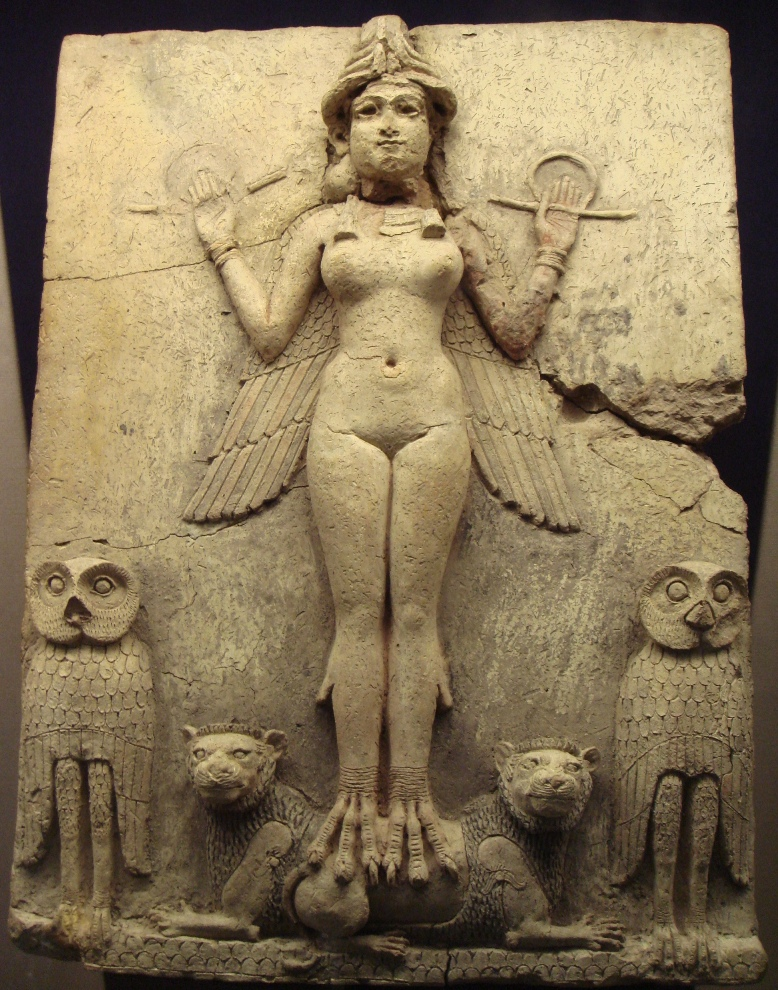
Di origine Babilonese, Lilith è considerata un demone donna simboleggiante l’inganno. Ha la dimora sotto il Mar Rosso e i suoi simboli sono le civette.

### Giardino dell'Eden
Joseph Campbell nota che il racconto del Giardino dell'Eden che narra dell'albero proibito è un esempio di motivo "molto popolare nelle fiabe, noto agli studenti di folklore come l'Unica Cosa Proibita". Per un altro esempio di Unica Cosa Proibita, si veda la fiaba serba Bash Chelik, in cui all'eroe viene proibito di aprire una certa porta ma egli lo fa comunque, e così libera un mostro. Si confronti anche la storia classica del Vaso di Pandora, parte della antica mitologia greca.

### Il Diluvio

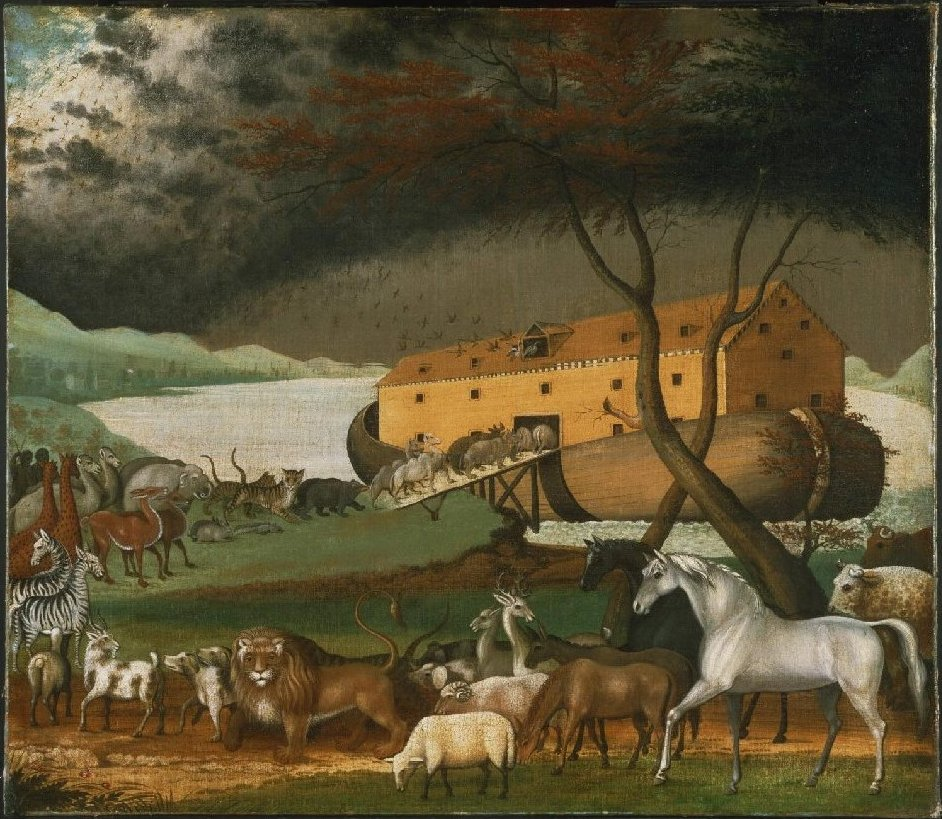
Arca di Noè, dipinto di Edward Hicks, 1846 (Philadelphia Museum of Art)

L'narrativa del diluvio in Genesi ha delle somiglianze con antiche storie di alluvioni raccontate in tutto il mondo. Uno dei paralleli più vicini è il mito mesopotamico del diluvio mondiale, registrato nell‘Epopea di Gilgamesh. Nella storia del diluvio (Genesi 6:5-22) della Bibbia ebraica, Dio decide di inondare il mondo e ricominciare, a causa della peccaminosità dell'uomo. Tuttavia, Dio vede che un uomo di nome Noè era giusto (poiché camminava con Dio) e irreprensibile tra la gente. Dio ordina a Noè di costruire un'arca e lo istruisce di portare almeno una coppia di ogni animale all'interno della barca, insieme alla sua famiglia. Il diluvio arriva e copre il mondo. Dopo 40 giorni, Noè manda un corvo a verificare se le acque si siano ritirate, poi una colomba; dopo essere usciti dalla barca, Noè offre un sacrificio a Dio, che odora la "soave fragranza" e promette di non distruggere mai più la terra con l'acqua - e rende l'arcobaleno simbolo di questa promessa. Allo stesso modo, nell‘Epopea di Gilgamesh mesopotamica, il trambusto di umanità disturba gli dei, che decidono di inviare un'alluvione. Avvertito da uno degli dei, un uomo di nome Utnapishtim costruisce una barca e ci porta dentro la sua famiglia e gli animali. Dopo il diluvio, Utnapishtim invia una colomba, poi una rondine, poi un corvo per verificare se le acque si sono ritirate. Dopo che tutti sono usciti dalla barca, Utnapishtim offre un sacrificio agli dei, che sentono "il sapore dolce" e si pentono della loro scelta di aver mandato il diluvio.
Un altro mito del diluvio è quello della storia induista di Matsya il pesce. Secondo questa storia, il dio Visnù assume la forma di un pesce e avvisa l'antenato Manu dell'arrivo del diluvio. Ingiunge a Manu di mettere tutte le creature della terra in una barca. Tuttavia, a differenza delle alluvioni bibliche e mesopotamiche, questa alluvione non è un evento unico causato da una scelta divina; piuttosto è una delle distruzioni e rigenerazioni dell'universo che accadono ad intervalli regolari nella mitologia induista.

### I Guardiani
Forse anch'essa derivata dalla mitologia pagana è la storia dei "Guardiani" (Genesi 6:1-4), in Greco "oi gregoroi", οι Γρήγοροι ("custodi" o "guardiani") che costituiscono, in una versione popolare, un gruppo di angeli caduti citati negli Apocrifi dell'Antico Testamento che si sarebbero accoppiati con donne mortali, dando origine a una razza di ibridi nota come Nefilim, descritti come "giganti", o "gli eroi dell'antichità, uomini famosi", in Genesi 6:4 o "eroi caduti da secoli" (Ezechiele 32:27). La tradizione ebraica considera questi esseri celesti come angeli malvagi,, ma il mito potrebbe essere un frammento di mitologia pagana di dèi accoppiatosi con gli umani per generare eroi.

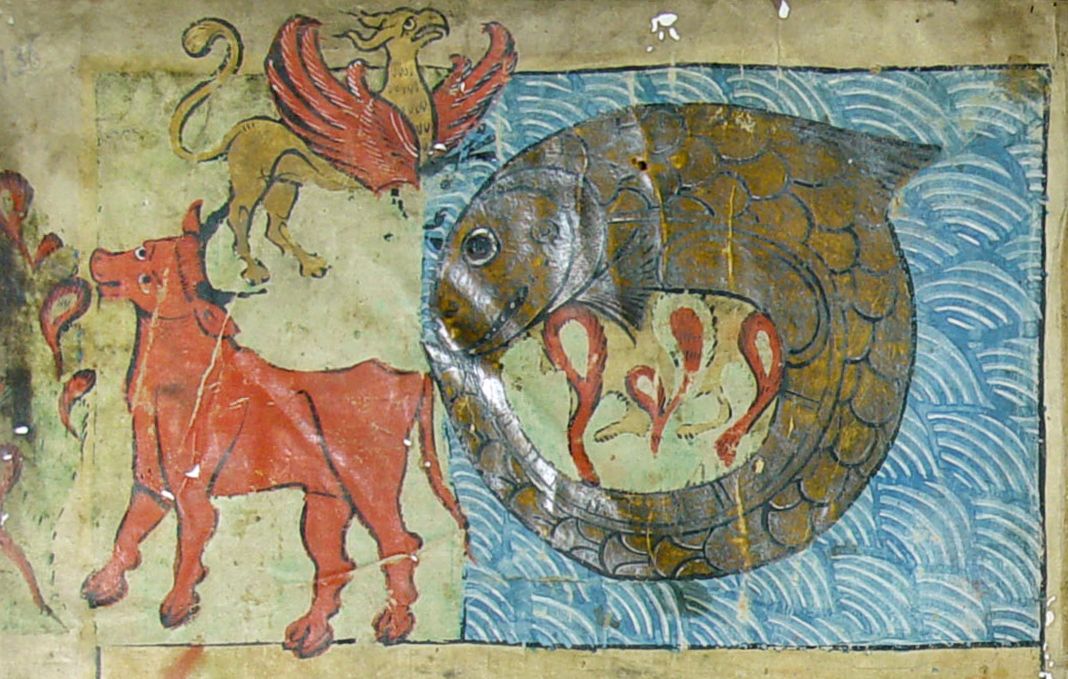
I tre mostri creati da Yahweh: lo Ziz, il Behemoth e il Leviatano.

## Talmud

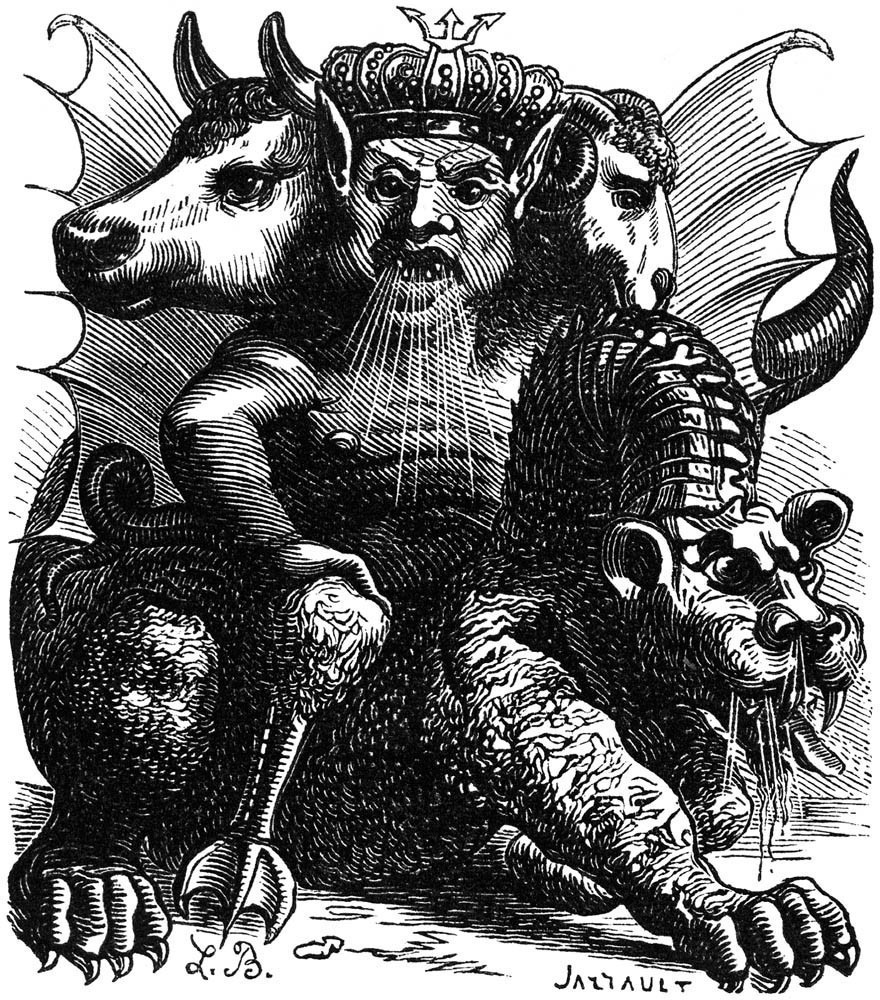
Asmodeo, potente demonio della mitologia ebraica

La tendenza del popolo ebraico ad adottare le pratiche pagane circostanti, denunciate aspramente dai profeti ebrei, ritornano con forza durante il periodo talmudico. Tuttavia, quasi nessuna mitologia fu assorbita fino ai periodi midrashici e talmudici, quando ciò che può essere descritto come misticismo iniziò ad emergere nelle scuole cabalistiche. Uno di tali aspetti fu quello degli "Shedim", o demoni, che divennero onnipresenti per gli ebrei ordinari con il maggiore accesso allo studio del Talmud, dopo l'invenzione della stampa.
I rabbini classici stessi non erano a volte esenti dal condividere tali credenze popolari. Così, mentre vi è un intero catalogo di pronostici mediante i sogni in Berakhot 55 e segg. e Rabbi Jochanan Ben Zakkai sostenga che sono veri quei sogni che vengono la mattina o sono sognati da altri su di noi, o si ripetono, Rabbi Meir dichiara che i sogni non aiutano e non ingiuriano. L'interpretazione dei sogni non è tuttavia un fattore da considerare nella mitologizzazione della conoscenza talmudica, dato che al suo tempo era parte di un più ampio sviluppo nascente di ciò che più tardi divenne la disciplina della psicologia e che incorporò anche l'astrologia e l'effetto della digestione sul comportamento.
Un esempio di mitologia tipica del Talmud (in ebraico חולין נט ע"ב - ע"ב‎?, Chullin 59b) esiste nella fattispecie di una discussione su un cervo gigante e un leone gigante originatisi in un bosco mitico chiamato "Bei Ilai". Il cervo si chiama "keresh". Il leone, chiamato "Tigri", si dice sia così grande da avere uno spazio di 3 metri tra i lobi dei suoi polmoni. L'antico Imperatore Romano Adriano una volta chiese ad un rabbino di mostrargli tale leone, dal momento che ogni leone poteva essere ucciso, ma il rabbino si rifiutò sottolineando che non si trattava di un leone normale. L'Imperatore insistette, cosicché il rabbino chiamò il leone di "Bei Ilai". Questo ruggì una volta da una distanza di 400 amot e tutte le mura della città di Roma caddero. Poi il leone giunse a 300 amot, ruggì di nuovo e gli incisivi e molari dei romani caddero.
Le autorità del Talmud sembrano essere particolarmente influenzate dalla concezione popolare della medicina tradizionale. La credenza nel Malocchio era diffusa anche in epoca talmudica e ogni tanto i presagi venivano presi sul serio, sebbene in alcuni casi riconosciuti come credenze meramente popolari. Così, mentre si dichiara che fare le cose due volte porti sfortuna, come mangiare, bere, o lavare, Rabbi Dunai riconosce che questa era una vecchia tradizione. Una tradizione rimarchevole, menzionata nel Talmud, è quella di piantare alberi quando nascono bambini, intrecciandoli per formare la chuppah quando si sposano. Tuttavia questa idea potrebbe essere di origine persiana e si trova anche in India.
Potrebbe essere possibile distinguere nelle leggende aggadiche di carattere biblico quelle porzioni che probabilmente facevano parte dei resoconti originali da quelle che furono sviluppate da principi esegetici degli aggadisti. Tuttavia l'unicità dello stile talmudico sia nel registrare i significati sia nell'estrarli utilizzando l'esegesi pone i numerosi componenti apparentemente mitologici del molto più grande contenuto halakhico (cioè derivante dalla Legge ebraica) in un contenuto molto dissimile dal corpus di pura narrazione delle altre culture.

## Figure mitologiche

### Mostri nella mitologia ebraica
- Satana
- Lilith
- Ziz
- Rahab
- Leviatano
- Behemoth
- Asmodeo
- Golem
- Gog
- Magog
- Abbadon
- Azazel
- Astarte (dea fenicia)
- Baal (dio cananeo)
- Moloch (dio fenicio)
- Milkom (dio ammonita)
- Chemosh (dio moabita)

### Angeli nella mitologia ebraica
- Raffaele
- Gabriele
- Michele
- Chayot
- Ophanim
- Erelim
- Enoch
- Hashmallim
- Seraphim
- Malakhim
- Metatron

### Luoghi mitici nella mitologia ebraica
- Tempio Celeste di Gerusalemme
- Sion
- Sinai
- Giardino dell'Eden
- Ararat
- Betel
- Mar Rosso
- Fiume Giordano
- Sheol
- Torre di Babele
- Sodoma
- Tomba dei Patriarchi
- Gomorra
- Tomba di Rachele
- Tomba di Re Davide
- Avila
- Fiume Pison
- Dudael

### Oggetti mitici nella mitologia ebraica
- Trono di Dio
- Albero del bene e del male
- Arca di Noè
- Bastone di Mosè
- Albero della Vita
- Verga di Aronne
- Tavole dei Comandamenti
- Pozzo di Giacobbe
- Scudo di Re Davide
- Sigillo di Salomone
- Terzo Tempio di Gerusalemme

### Eroi maggiori nella mitologia ebraica
- Adamo ed Eva
- Noè
- Abraamo
- Isacco
- Giacobbe
- Mosè
- Giosuè
- Debora
- Sansone
- Rut
- Ester
- Re Saul
- Re Davide
- Re Salomone
- Giobbe
- Esdra
- Isaia
- Ezechiele (profeta)
- Il Messia

## Cultura di massa

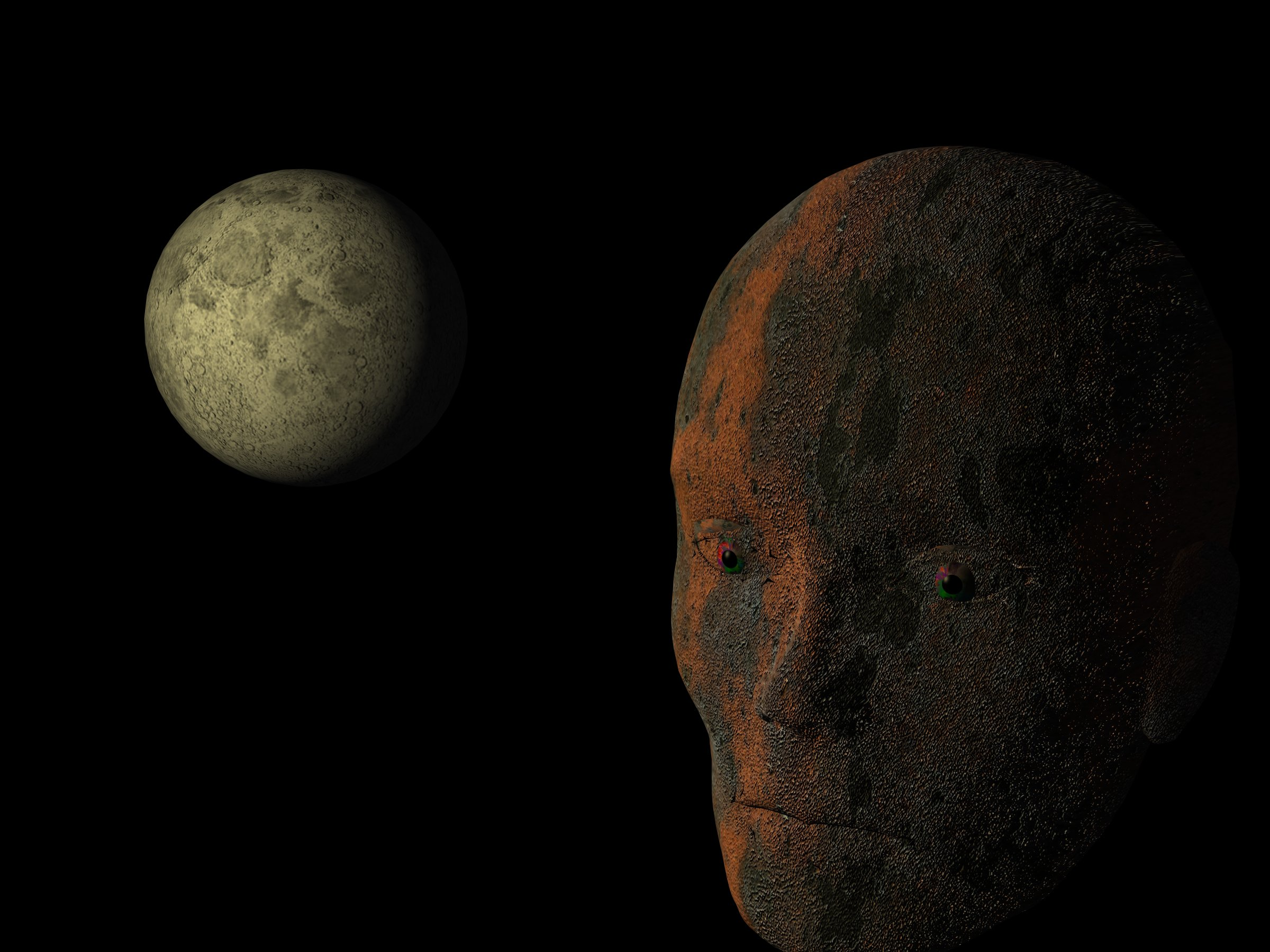
Rappresentazione artistica di un volto alieno

Dal secolo passato ad oggi, ci sono stati molti rifacimenti di miti ebraici (per lo più dalla Torah) e adattamenti per il pubblico moderno. Sono avvenuti maggiormente nell'area della fantascienza, come Isaac Asimov ebbe ad osservare nella sua introduzione a More Wandering Stars:
(Isaac Asimov)

## Ieri e oggi
Presso l'antico Regno Unito d'Israele, le figure simboliche dei personaggi mitici menzionati nel Tanakh e in generale nelle scritture escatologiche ebraiche, hanno avuto modo di rappresentare il piccolo impero israelitico. I nomi e le storie di tanti esseri celesti (angeli, servi divini, eroi celestiali), insieme a mostri e divinità (Leviatano, Baal, Ziz...) si ritengono siano stati adottati come parte della mitologia degli ebrei a seguito dell'esilio babilonese, dove si pensa che là gli israeliti abbiano scritto i più famosi testi della loro Bibbia (Genesi, Esodo, i libri storici e profetici). 
Con il post esilio, gli ebrei, non possedendo il tempio, quindi non avendo modo di compiere il rito sacrificale e le mitzvoth legate a tale struttura, la ricca mitologia che dava un senso a Israele non rientrò quasi più nei canoni principali della religiosità ebraica, ormai chiamato Giudaismo, o Ebraismo. 
Nella letteratura rabbinica si evincono passi ritraenti la vecchia mitologia ebraica, in tal modo di enfatizzare la religione monoteistica. Quindi l'ebraismo attuale (eccetto il Samaritanesimo, che se in minoranza, dà importanza al vecchio modo di vivere israelitico), non si focalizza per lo più sulla sua antica mitologia dell'epoca.

### Riferimenti
1. ↑  Geoffrey Dennis, The Encyclopedia of Jewish Myth, Magic, and Mysticism, Llewellyn Worldwide, 2007, passim.
2. ↑  Armstrong, p. 93; Eliade, Myths, Dreams, and Mysteries, p. 136
3. 1 2 3  Eliade, Myths, Dreams, and Mysteries, p. 141
4. 1 2 3  Armstrong, p. 93
5. ↑  Armstrong, pp. 95-96; Irwin, pp. 23-34
6. ↑  Eliade, Myths, Dreams, and Mysteries, p. 140
7. ↑  Irwin, p. 233.
8. ↑  Armstrong, p. 96; see also Eliade, Myths, Dreams, and Mysteries, p. 143
9. ↑  Eliade, Myths, Dreams, and Mysteries, pp. 141-42; Irwin, p. 230, 233.
10. ↑  Eliade, Myths, Dreams, and Mysteries, p. 152-153.
11. ↑  Irwin, p. 233; Armstrong, p. 82-83, 93-94.
12. ↑  Eliade, Myths, Dreams, and Mysteries, p. 142; Armstrong, p. 94
13. ↑   Salmi 82, su La Parola - La Sacra Bibbia in italiano in Internet.
14. ↑  Armstrong, p. 93-93.
15. ↑   Genesi 1, su La Parola - La Sacra Bibbia in italiano in Internet.
16. ↑  Armstrong, p. 95.
17. 1 2  Armstrong, p. 96
18. ↑  Zaehner, p. 58.
19. 1 2  Campbell, p. 191
20. ↑  Campbell, p. 192
21. ↑  Campbell, p. 190
22. ↑  Eliade, Myths, Dreams, and Mysteries, p. 190; Eliade, Myth and Reality, pp. 11-12.
23. ↑  Eliade, A History of Religious Ideas, vol. 1, p. 356.
24. ↑  Eliade, Myths, Dreams, and Mysteries, p. 153.
25. ↑  Eliade, Myths, Dreams, and Mysteries, p. 152.
26. ↑  Irwin, p. 323.
27. ↑  Eliade, Myth and Reality, p. 69; Campbell, p. 201.
28. ↑  Eliade, Myth and Reality, p. 64
29. 1 2  Eliade, A History of Religious Ideas, vol. 1, p. 302.
30. ↑  McGinn, p. 23.
31. 1 2  McGinn, p. 24
32. ↑  McGinn, p. 23-25
33. ↑   Esodo 15, su La Parola - La Sacra Bibbia in italiano in Internet.
34. ↑   1Samuele 2, su La Parola - La Sacra Bibbia in italiano in Internet.
35. ↑   Zaccaria 9:11-16;14:3-8, su La Parola - La Sacra Bibbia in italiano in Internet.
36. ↑  Campbell, p. 109.
37. ↑   Genesi 6:5-22, su La Parola - La Sacra Bibbia in italiano in Internet.
38. ↑  The Epic of Gilgamesh, pp. 108-113.
39. ↑  Traduzione della scrittura induista Matsya 1:11-35 in Classical Hindu Mythology, p. 71-74.
40. ↑   Genesi 6:1-4, su La Parola - La Sacra Bibbia in italiano in Internet.
41. ↑   Genesi 6:4, su La Parola - La Sacra Bibbia in italiano in Internet.
42. ↑   Ezechiele 32:27, su La Parola - La Sacra Bibbia in italiano in Internet.
43. ↑  McGinn, p. 25.
44. ↑  Cfr. nota su Genesi  Genesi 6:1-4, su laparola.net. in The New American Bible, St. Joseph Edition.
45. ↑  G. Dennis, "Demons and Demonology," The Encyclopedia of Jewish Myth, Magic, and Mysticism
46. ↑  Berakhot 56b
47. ↑  Gittin 52a, e paralleli.
48. ↑  Pesachim 109b.
49. ↑  Pesachim 110b.
50. ↑  Gittin 57a.
51. ↑  Per entrambe cfr. W. Crookes, in "The Popular Religion and Folk-Lore", University Press of the Pacific, 2003 (rist.), VII.
52. ↑  Jacob Neusner, The Literature of Formative Judaism: The Talmuds, Routledge, 1991
53. ↑  More Wandering Stars: An Anthology of Outstanding Stories of Jewish Fantasy and Science Fiction, curato da Jack Dann, "Introduzione" di Isaac Asimov, Jewish Lights, 2000.